# Lancashire
Lancashire (förkortat Lancs) är ett grevskap, både historiskt, ceremoniellt och administrativt, i Nordvästra England i Storbritannien. Det är också ett hertigdöme, även om det inte har någon politisk betydelse idag. Englands regent har varit hertig av Lancaster sedan 1399, då Henrik IV förenade titeln med kronan. Den traditionella huvudorten i grevskapet är Lancaster, som också har gett namn åt grevskapet, men landstinget sammanträder idag i Preston.
Grevskapet gränsar till Irländska sjön i väster, Cumbria i norr, North Yorkshire i öster och de tre storstadsområdena West Yorkshire, Greater Manchester och Merseyside i söder. 
Huset Lancasters röda ros, som har gett namn åt rosornas krig tillsammans med huset Yorks vita ros, är Lancashires grevskapsblomma.

## Historia
Det tidigaste omnämnandet av Lancashire som grevskap är från 1182, vilket gör det till ett av de yngre engelska grevskapen före 1900-talets administrativa reformer. I Domesday Book räknas delen söder om floden Ribble till Cheshire och den norr om till Yorkshire. Grevskapet omfattade då ett mycket större område än det gör nu (se nedan). Vid 1971 års folkräkning uppgick befolkningen, inklusive landstingsfria städer (county boroughs) till 5 129 416, vilket gjorde grevskapet till Storbritanniens folkrikaste.

## Administrativ indelning
Det administrativa grevskapet Lancashire omfattar hela det ceremoniella grevskapet Lancashire med undantag för det område som administreras av enhetskommunerna Blackpool och Blackburn with Darwen. 
Lancashire fick sina nuvarande gränser 1974, då den södra delen av grevskapet överfördes till de nybildade storstadsområdena Merseyside och Greater Manchester. Warrington och Widnes, som låg söder om storstadsområdena, överfördes i stället till Cheshire. Dessutom förlorade Lancashire halvön Furness till Cumbria. 1998 blev distrikten Blackpool och Blackburn with Darwen enhetskommuner och står därmed utanför grevskapsfullmäktige (county council).
| Nr | Distrikt / Enhetskommun | Administrativt grevskap | Distrikt i det ceremoniella grevskapet Lancashire               |
| -- | ----------------------- | ----------------------- | --------------------------------------------------------------- |
| 1  | Lancaster               | Lancashire              | Rött: Administrativa grevskapet Lancashire Gult: Enhetskommuner |
| 2  | Wyre                    | Lancashire              | Rött: Administrativa grevskapet Lancashire Gult: Enhetskommuner |
| 3  | Blackpool               | Blackpool               | Rött: Administrativa grevskapet Lancashire Gult: Enhetskommuner |
| 4  | Fylde                   | Lancashire              | Rött: Administrativa grevskapet Lancashire Gult: Enhetskommuner |
| 5  | Preston                 | Lancashire              | Rött: Administrativa grevskapet Lancashire Gult: Enhetskommuner |
| 6  | Ribble Valley           | Lancashire              | Rött: Administrativa grevskapet Lancashire Gult: Enhetskommuner |
| 7  | South Ribble            | Lancashire              | Rött: Administrativa grevskapet Lancashire Gult: Enhetskommuner |
| 8  | Hyndburn                | Lancashire              | Rött: Administrativa grevskapet Lancashire Gult: Enhetskommuner |
| 9  | Burnley                 | Lancashire              | Rött: Administrativa grevskapet Lancashire Gult: Enhetskommuner |
| 10 | Pendle                  | Lancashire              | Rött: Administrativa grevskapet Lancashire Gult: Enhetskommuner |
| 11 | West Lancashire         | Lancashire              | Rött: Administrativa grevskapet Lancashire Gult: Enhetskommuner |
| 12 | Chorley                 | Lancashire              | Rött: Administrativa grevskapet Lancashire Gult: Enhetskommuner |
| 13 | Blackburn with Darwen   | Blackburn with Darwen   | Rött: Administrativa grevskapet Lancashire Gult: Enhetskommuner |
| 14 | Rossendale              | Lancashire              | Rött: Administrativa grevskapet Lancashire Gult: Enhetskommuner |

## Industrier
Lancashire har rika fyndigheter av järnmalm och stenkol, och blev ett viktigt centrum för industrier under 1800-talet, och därmed också för kapital. Bland industrierna fanns gruvdrift, textilproduktion och, vid kusten, fiske. I Lancashire utvecklades också den så kallade Lancashireprocessen.
Idag finns i Lancashire företag som BAE Systems (med fyra fabriker i Lancashire som bland annat tillverkar stridsflygplanen Eurofighter Typhoon och F-35 Joint Strike Fighter), Heinz, TVR och Telent.

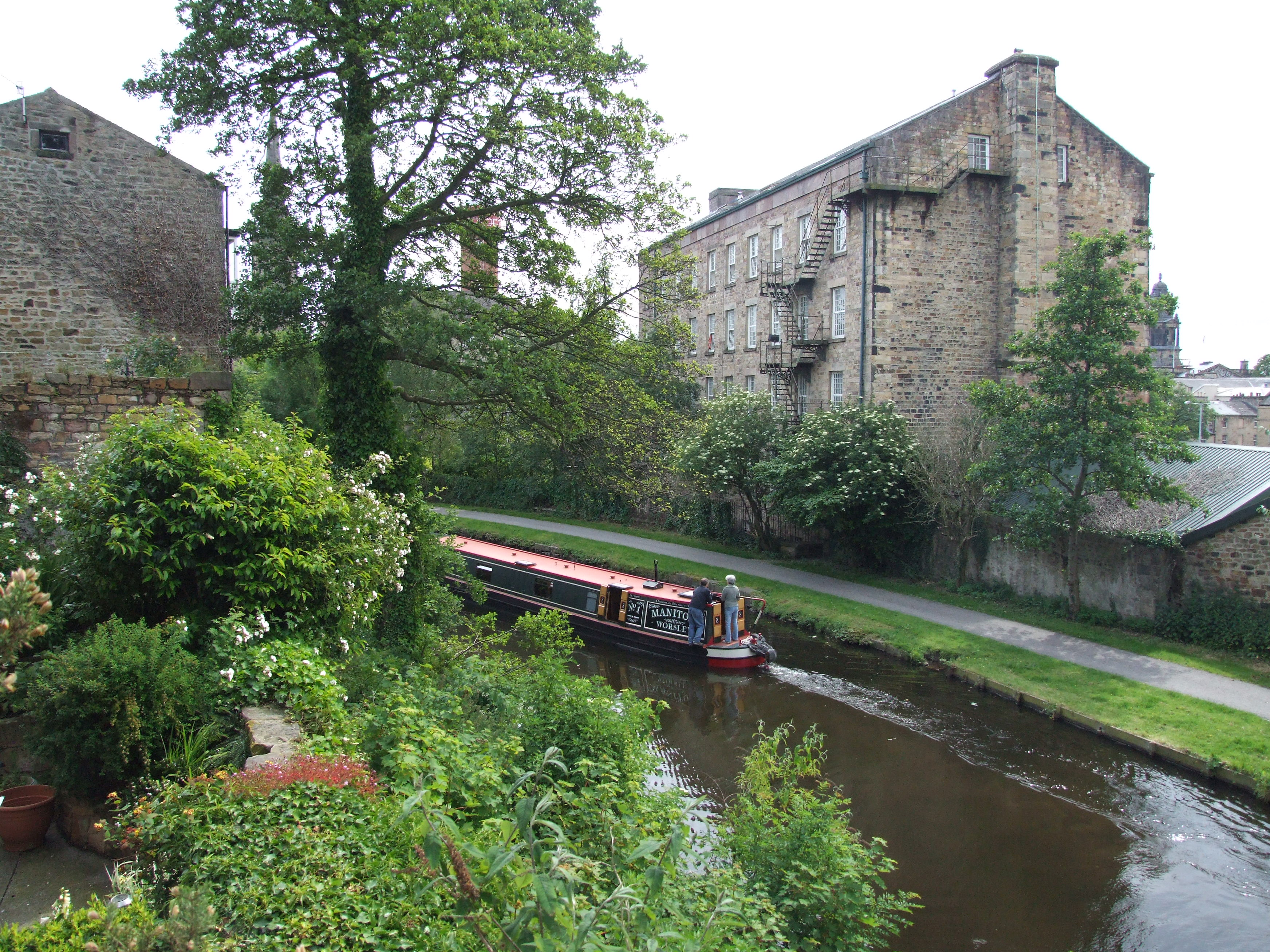
Lancashire är ett av de områden i England där den industriella revolutionen ägde rum. Bilden visar gamla industribyggnader längs Lancaster Canal. Kanalsystemen var viktiga transportleder för gods och råvaror.

## Sport
Lancashire är ett av Storbritanniens idrottsligt framgångsrikaste grevskap, inom bland annat cricket, fotboll, rugby union och rugby league.